# François le Champi
François le Champi est un court roman de George Sand, paru en 1848. Il fait partie de ses romans dits « romans champêtres », écrits principalements pendant les années 1840-1850, et qui évoquent la vie paysanne.

## Historique
L'œuvre paraît d'abord en feuilleton dans le Journal des débats en 1848, avant d'être repris en volume deux ans plus tard chez A. Cadot. Entre-temps, George Sand signe une adaptation scénique du roman joué au Théâtre de l'Odéon en novembre 1849.

## Résumé
George Sand fait précéder le roman d'un avant-propos sous forme de dialogue, dans lequel elle précise son esthétique d'une écriture « naturelle » et spontanée. Elle y dit avoir entendu l'histoire lors d'une veillée paysanne
L'intrigue du roman proprement dit se déroule en France, près d'une localité imaginaire appelée le Cormouer. Le petit François est un « champi » : il a été abandonné dans les champs. C'est un enfant un peu simple qui vit avec sa mère, la vieille Zabelle. Les champis ont mauvaise réputation : on les dit paresseux et voleurs. Leur propriétaire, la mère du meunier Cadet Blanchet, méprise les champis et pousse Zabelle à le renvoyer à l'hospice. Alors qu'ils sont sur le départ, François s'évanouit. Madeleine, la femme du meunier, touchée par la scène, propose à Zabelle de prendre soin en cachette du jeune garçon.
Elle élève le garçon avec tendresse, et en grandissant, François s'éprend de Madeleine. Pendant plusieurs années, il sera éduqué par cette jeune Demoiselle Cadet. De longues années après, François, devenu adulte, noue alors une relation amoureuse avec Madeleine.

## Histoire éditoriale
François le Champi paraît d'abord en feuilleton dans Le Journal des débats en 1848. Le roman est ensuite édité la même année en volume à Bruxelles, aux éditions Méline, Cans et Cie.

## Analyse
Le roman se déroule au Cormouer, une localité imaginaire dont le nom évoque celui du « cormier », un nom local du sorbier. Les universitaires étudiant le roman et ses brouillons ont montré que George Sand s'était fondée sur les détails géographiques de sa région et situent le lieu de l'action à proximité du cours de la Vauvre, à une dizaine de kilomètres au nord-ouest de la commune de La Châtre, dans la région Centre.
Le roman a souvent choqué à cause de la relation d'abord maternelle puis amoureuse qui lie François à Madeleine, relation quasi incestueuse.

## Postérité

### Évocations dans la littérature
François le Champi est évoqué par Marcel Proust dans Du côté de chez Swann où la mère du narrateur lui en fait la lecture lorsqu'il est enfant.

### Adaptations

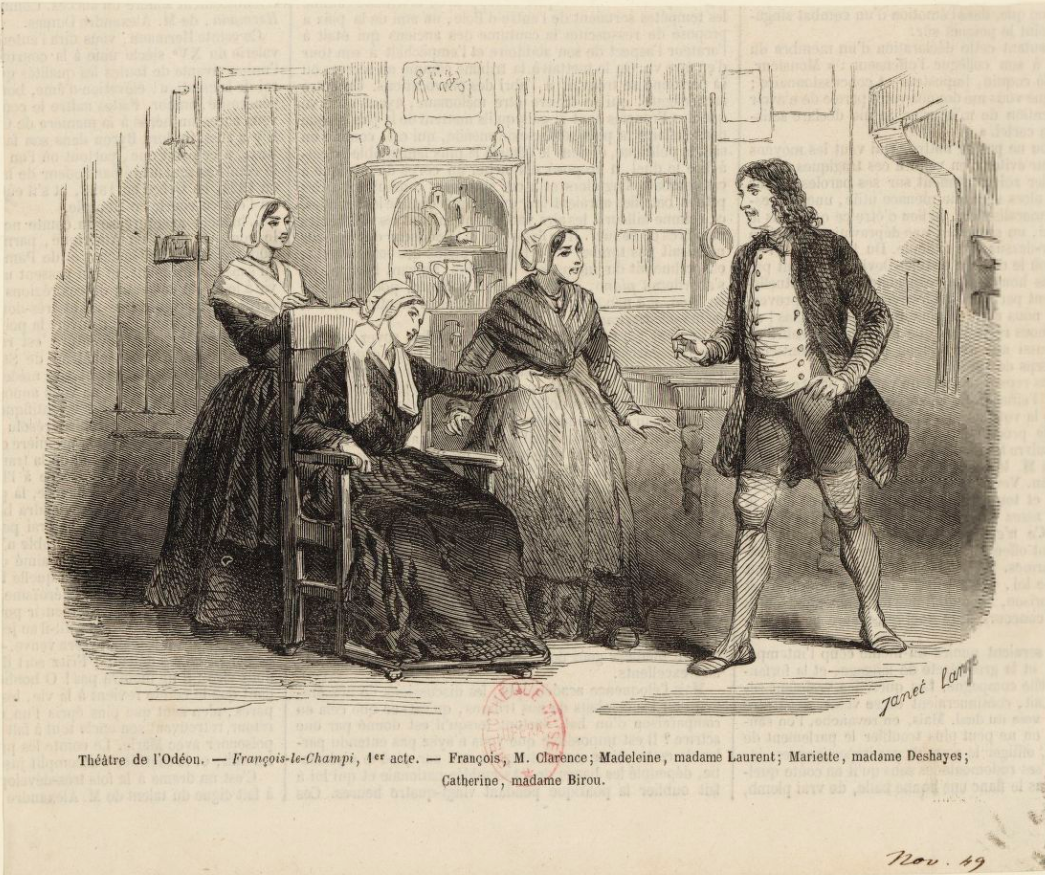
Estampe de Janet-Lange montrant une représentation la pièce de théâtre François le Champi en 1849.

#### Adaptation au théâtre
George Sand a adapté François le Champi à la scène dès 1849, l'année qui suit la parution du roman. La première a eu lieu au Théâtre de l'Odéon le 23 novembre 1849, avec Marie Laurent dans le rôle de Madeleine Blanchet, Céline Deshayes dans celui de Mariette Blanchet et Clarence dans celui de François le Champi.

#### Adaptations en musique
Le compositeur Joseph Ancessy compose en 1849 une œuvre pour piano intitulée François le Champi, quadrille berrichon.

#### Adaptations à la télévision
- 1976 : François le Champi, téléfilm français de Lazare Iglesis, avec Marie Dubois, Patrick Raynal et Paul Le Person[7].